# Örekilsälven
Örekilsälven, Kvistrumsälven eller Kviströmmen är ett vattendrag i Dalsland och Bohuslän med en längd på totalt ca 90 kilometer. Örekilsälven är Västkustens största vattendrag norr om Göta älv, med ett flodområde på 1327 km2.
Älven har sin källa  i den vidsträckta Härslättemossen i Gesäters socken, Dals-Eds kommun. Likt Ätran flyter också Örekilsälven först några mil mot norr, innan den böjer av åt väster och söder och mynnar ut i Saltkällefjorden i den inre delen av Gullmarn. Örekilsälvens största biflöden är Munkedalsälven och Hajomsälven från vänster samt Töftedalsån (Töftedalsälven) från höger.
Strax före utflödet i Saltkällefjorden passeras Munkedal och Kviström.
Naturreservat invid ån är Kviström och Gunnarsbo.

## Avrinningsområde
Örekilsälvens avrinningsområde omfattar delar av södra Dalsland och östra Bohuslän.